# Hollisteria lanata
Hollisteria lanata S. Watson – gatunek rośliny z monotypowego rodzaju Hollisteria w obrębie rodziny rdestowatych (Polygonaceae Juss.). Występuje naturalnie w południowo-zachodnich Stanach Zjednoczonych – w Kalifornii. 

## Morfologia
PokrójRoślina jednoroczna o pnących i omszonych pędach.
LiścieUlistnienie jest naprzemianległe. Ich blaszka liściowa jest niemal siedząca i ma lancetowaty, eliptyczny lub owalny kształt. Mierzy 10–50 mm długości oraz 3–8 mm szerokości, jest całobrzega, o ostro zakończonym wierzchołku.
KwiatyPromieniste, obupłciowe, zebrane w wierzchotki, rozwijają się niemal na szczytach pędów. Mają 6 omszonych listków okwiatu, mają żółtą barwę i mierzą 1–2 mm długości. Pręcików jest 6–9.
OwoceTrójboczne niełupki osiągające 2 mm długości.

## Biologia i ekologia
Rośnie w zaroślach oraz na terenach skalistych i piaszczystych. Występuje na wysokości do 1000 m n.p.m. Kwitnie od maja do lipca.